# الطبيعة (مجموعة موسيقية)
الطبيعة (هانغل : 네이처 ؛ منمنمة كـ الطبيعة) هي مجموعة موسيقيى من فتيات كوريات جنوبيات شكلتها شركة إن. سي. سي. انترتينمنت عام 2018  بدأت الفرقة في 3 أغسطس 2018 مع ألبوم واحد بنات وزهور ، يرافقه أغنية «أليجرو كانتابيلي». قسمت المجموعة إلى ثلاث وحدات فرعية - ساحر و وميض و صندوق.